# Phyla cuneifolia
Phyla cuneifolia är en verbenaväxtart som först beskrevs av John Torrey, och fick sitt nu gällande namn av Edward Lee Greene. Phyla cuneifolia ingår i släktet Phyla och familjen verbenaväxter. Inga underarter finns listade i Catalogue of Life.